# Боровець (гміна Цепелюв)
Боровець (пол. Borowiec) — село в Польщі, у гміні Цепелюв Ліпського повіту Мазовецького воєводства.
Населення — 52 особи (2011).
У 1975-1998 роках село належало до Радомського воєводства.

## Демографія
Демографічна структура станом на 31 березня 2011 року:
|          | Загалом | Допрацездатний вік | Працездатний вік | Постпрацездатний вік |
| -------- | ------- | ------------------ | ---------------- | -------------------- |
| Чоловіки | 25      | 7                  | 14               | 4                    |
| Жінки    | 27      | 7                  | 13               | 7                    |
| Разом    | 52      | 14                 | 27               | 11                   |